# Hasan Mashhud Chowdhury
Pour les articles homonymes, voir Chowdhury.
Hasan Mashhud Chowdhury, né le 9 septembre 1948 est un général de l'armée du Bangladesh qui a été le 11e chef d'état-major de l'armée du Bangladesh du 16 juin 2002 au 15 juin 2005. Il a été le dernier officier à occuper ce poste à avoir été commissionné et à avoir servi dans l'armée pakistanaise avant la guerre de libération de 1971. Il a servi pendant deux ans avant la guerre.
Après avoir mis fin à sa carrière dans l'armée bangladaise, Chowdhury a été nommé, en octobre 2006, conseiller du gouvernement intérimaire. Chowdhury et trois autres conseillers, Akbar Ali Khan (en), C. M. Shafi Sami (en) et Sultana Kamal, ont démissionné en décembre.
En 2007, Chowdhury a été nommé président de la Commission anti-corruption. Il a servi pendant près de deux ans, jusqu'en avril 2009, et a démissionné pendant la période du gouvernement de Sheikh Hasina.

## Enfance et éducation
Hasan Mashhud Chowdhury a passé son enfance à Sylhet. Sa vie d'étudiant commence dans une patshala du village de Kanishail, à Sylhet. Comme son père avait un travail qui le réaffectait à différents endroits, Chowdhury a déménagé avec son père et sa famille à Barisal. Il a étudié à la Barisal Zilla School pendant cinq ans. Après avoir passé le certificat d'études secondaires de la Sylhet Government Pilot High School en 1964, il a été admis au Collège Notre-Dame de Dacca et a déménagé à Dacca. En 1966, il a été transféré au département d'économie de l'université de Dacca. Un an plus tard, Chowdhury décide de s'engager dans l'armée,.

## La vie militaire au Pakistan occidental
L'armée pakistanaise a envoyé Chowdhury à l'Académie militaire du Pakistan à Kakul, au Pakistan occidental. Le 20 avril 1969, il a été commissionné dans le régiment des forces frontalières (en), qui était principalement formé de soldats pathans. Il a travaillé à Karachi, Lahore, dans l'Azad Kashmir et le Sind. Il s'est rendu à Quetta à quelques reprises pour s'entraîner. Pendant la guerre de libération du Bangladesh en 1971, Chowdhury a été emprisonné par les Pakistanais de l'Ouest comme un officier ennemi en raison de sa naissance et de son éducation au Pakistan oriental. Il s'est souvenu plus tard : « J'ai été emprisonné dans un endroit éloigné, entouré de montagnes. Nous étions traités comme des prisonniers de guerre. Il était clair pour moi que nous serions utilisés pour échanger des prisonniers de guerre du Pakistan occidental en Inde ». Il a été détenu au Pakistan occidental de 1972 à 1974 et a décrit cette période comme « misérable et une perte de temps et de capacité de travail ».

## Carrière dans l'armée du Bangladesh
En janvier 1974, Chowdhury est finalement libéré et retourne au Bangladesh indépendant, où il rejoint l'armée bangladaise. Plus tard, il rejoint le 17e régiment du Bengale oriental. En 1975, il devient major de brigade au quartier général de la 46e brigade d'infanterie à Dacca. Plus tard, il retourne au 17e East Bengal Regiment en tant que capitaine. En 1977, il est affecté à Ruma, dans les Chittagong Hill Tracts. Plus tard cette année-là, il est affecté à Dacca pour rejoindre la 9e Division d'infanterie. Il reçoit une formation avancée au Defence Services Command and Staff College, à Mirpur, et obtient son diplôme en 1979. Pendant deux ans, il y sert comme instructeur, avant d'être affecté à Ali Kadam dans les Chittagong Hill Tracts. De là, il est allé à l'académie militaire du Bangladesh (en) à Bhatiari, puis est retourné à Dacca. Après quelque temps, il a été promu commandant de brigade à Savar. Lors de la guerre du Golfe en 1990, il a commandé un contingent militaire bangladais qui a participé à la guerre. Lui et ses forces ont été stationnés pendant neuf mois à différents endroits en Arabie saoudite. Il a décrit son expérience comme « dure mais professionnellement agréable »,.
En juin 1991, après son retour de la guerre du Golfe, Chowdhury a été élu pour suivre une formation à l'United States Army War College (USAWC). En même temps, il obtient une maîtrise en administration publique à l'université de Shippensburg en Pennsylvanie. Il a obtenu son diplôme de l'USAWC en 1992. À son retour, il a été nommé commandant de brigade à Khagrachhari, dans les Chittagong Hill Tracts. Il est ensuite affecté au Defence Services Command and Staff College à Mirpur. Un an plus tard, il devient commandant de la zone de Bogra et officier général commandant de la 11e division d'infanterie après un bouleversement au sein de l'armée en 1996,,.
Un an plus tard, il est nommé chef d'état-major général, puis commandant du National Defence College du 1er mars 2000 au 31 décembre 2000. Écarté lorsque M Harun-Ar-Rashid (en) est nommé chef d'état-major de l'armée le 25 décembre 2002, Chowdhury choisit de servir en tant qu'envoyé et est nommé ambassadeur aux Émirats arabes unis, où il aide les immigrants bangladais. Le 16 juin 2002, il est promu de major général à lieutenant général et nommé chef d'état-major de l'armée, le poste le plus élevé pour un officier de l'armée. Après trois ans de service, on a demandé à Chowdhury de prolonger son mandat, mais il a refusé. Il a déclaré : « ... trois ans étaient suffisants pour prouver la crédibilité d'un chef d'armée. Ensuite, ceux qui sont nouveaux étaient prêts et intéressés par cette responsabilité »,.

## Conseiller du gouvernement intérimaire
Au début du mois d'octobre 2006, alors que la confusion règne autour du juge en chef Khondokar Mahmud Hasan, il exprime son incapacité. Mais il a finalement accepté d'assumer cette fonction après que la situation ait changé. Le Jamaat-e-Islami a alors proposé son nom pour devenir conseiller principal du gouvernement intérimaire. La Ligue Awami (AL) a nommé Sultana Kamal et Sheikh Hasina a été consultée sur C. M. Shafi Sami (en) par Mukhlesur Rahman Chowdhury (en), dans le cadre du quota de l'AL. Travaillant avec les autres conseillers, Chowdhury était préoccupé par ce qu'il percevait comme un manque de leadership et un manque de volonté de prendre la bonne décision au bon moment. Lorsque la proposition globale des conseillers a été acceptée par les partis politiques opposés, il a été surpris de constater l'ignorance du conseiller principal et du président Iajuddin Ahmed à ce sujet. Lorsque Chowdhury a appris son déploiement, lui et trois autres conseillers ont immédiatement démissionné, dont Akbar Ali Khan, CM Shafi Sami et Sultana Kamal. En réponse à une question sur sa position, Chowdhury a déclaré qu'il pensait que les agences régulières du gouvernement étaient suffisantes pour maintenir la loi et l'ordre. Il a estimé que l'armée pouvait être utilisée pour des besoins spéciaux, mais pas trop tôt dans un cycle électoral. M. Chowdhury n'a pas assumé toute la responsabilité de la crise politique, affirmant que d'autres partis y ont également contribué.

## Président de la commission anti-corruption
Le 22 février 2007, Chowdhury est nommé président de la Commission anti-corruption. Il a déclaré qu'il allait entreprendre une lutte soutenue contre la corruption, et de nombreuses personnes ont été poursuivies. Chowdhury a dû démissionner le 2 avril 2009 après l'accession au pouvoir de la Ligue Awami. À son insu, des dossiers ont été déposés la nuit ; il a arrêté les anciens premiers ministres et les dirigeants des deux principaux partis, Khaleda Zia et Sheikh Hasina, respectivement du BNP et de la Ligue Awami. Les députés de la Ligue Awami, menés par Muhiuddin Khan Alamgir (en), ont vivement critiqué Mashhud au parlement, et celui-ci a démissionné. Les députés du BNP, menés par Moudud Ahmed, ont soutenu la position de l'AL,,.